# Поцелуй меня, глупенький
«Поцелуй меня, глупенький» (англ. Kiss Me, Stupid) — кинофильм режиссёра Билли Уайлдера, вышедший на экраны в 1964 году. Лента основана на пьесе Анны Боначчи «Час фантазии» (итал. L'ora della fantasia). Картина не имела успеха среди зрителей и критиков, а из-за «вульгарного» сюжета подверглась нападкам со стороны ряда религиозных организаций.

## Сюжет
Известный певец и актёр Дино завершает гастроли в Лас-Вегасе и отправляется на машине в Голливуд. Из-за аварии на дороге через пустыню он вынужден совершить объезд и оказывается в городке Климакс (Невада). Когда Дино останавливается на местной заправке, его узнают мечтающие о славе начинающие сочинители песен — механик Барни и учитель музыки Орвилл. Желая задержать кумира в городе и продать ему пару своих песен, они устраивают ему поломку автомобиля. Орвилл приглашает Дино переночевать в своём доме. Проблема, однако, в том, что певец чрезвычайно падок до женского пола, а Орвилл жутко ревнив и контролирует каждый шаг своей красавицы-жены Зельды. Чтобы выйти из ситуации, Барни предлагает следующий план: роль Зельды, которую надо отослать к родителям, должна исполнить проститутка Полли Пистолет из местного злачного заведения...

## В ролях
- Дин Мартин — Дино
- Ким Новак — Полли Пистолет
- Рэй Уолстон — Орвилл
- Фелиция Фарр — Зельда
- Клифф Осмонд — Барни
- Барбара Пеппер — Большая Берта
- Скип Уорд — молочник
- Доро Меранде — миссис Петтибоун
- Говард Макнир — мистер Петтибоун
- Элис Пирс — миссис Маллиган
- Джон Фидлер — преподобный Каррутерс
- Мел Бланк — доктор Шелдрейк
- Генри Гибсон — Смит

## Создание фильма
Роль Орвилла первоначально предназначалась Джеку Леммону, однако тот не смог принять участие в проекте. Уайлдер пригласил Питера Селлерса, однако работа продвигалась не слишком успешно из-за разного видения роли режиссёром и актёром. Через несколько недель после начала съёмок у Селлерса случился инфаркт, и он был заменён на Рэя Уолстона. Персонаж Полли Пистолет, сыгранный Ким Новак, изначально писался под Мэрилин Монро.
Текст песен «Sophia», «I'm a Poached Egg» и «All the Livelong Day» был написан Айрой Гершвином на неопубликованную музыку его покойного брата Джорджа.